# 1969 în științifico-fantastic
- 1968 în științifico-fantastic — 1969 în științifico-fantastic — 1970 în științifico-fantastic

1969 în științifico-fantastic a implicat o serie de evenimente:

## Nașteri și decese

### Nașteri
- Daniel Abraham
- Jeff Carlson
- Keith R. A. DeCandido
- M. K. Hobson
- Alex Irvine
- Tanja Kinkel
- Kelly Link
- David Mitchell
- Annalee Newitz
- John Scalzi

### Decese
- Arthur K. Barnes (n. 1909)
- Hans Christoph (n. 1918)
- Siegmund Guggenberger (n. 1891)
- Day Keene (n. 1904)
- Noel Loomis (n. 1905)
- Hans Reimann (n. 1889)
- John Wyndham (n. 1903)

## Cărți

### Romane
- Abatorul cinci de Kurt Vonnegut
- Across a Billion Years de Robert Silverberg
- The Andromeda Strain de Michael Crichton
- The Black Corridor de Michael Moorcock
- Bug Jack Barron de Norman Spinrad
- Captive Universe de Harry Harrison
- City of a Thousand Suns de Samuel R. Delany
- Creatures of Light and Darkness de Roger Zelazny
- Fourth Mansions de R. A. Lafferty
- Galactic Pot-Healer de Philip K. Dick
- Grimm's World de Vernor Vinge
- Heroes and Villains de Angela Carter
- Isle of the Dead de Roger Zelazny
- Insula locuită (Обитаемый остров) de Arkadi și Boris Strugațki
- Macroscope de Piers Anthony
- The Man in the Maze de Robert Silverberg
- Mâna stângă a întunericului de Ursula K. Le Guin
- Mântuitorul Dunei de Frank Herbert
- Orbită periculoasă  de John Brunner
- Planeta Umbrelelor Albastre de Romulus Bărbulescu și George Anania
- The Pollinators of Eden de John Boyd
- Silkie de A. E. van Vogt

### Colecții de povestiri
- I Sing the Body Electric de Ray Bradbury
- Timpuri nenumărate de John Brunner
- Un băiat și câinele său de Harlan Ellison
- Vîrsta de aur a anticipației românești, editată de Ion Hobana

### Povestiri
- „Drumul iadului” de Roger Zelazny
- „Furnica electrică” de Philip K. Dick
- „Galbar” de Ovidiu Șurianu
- „Neanderthal Planet” de Brian Aldiss
- „Scrisoare” de Voicu Bugariu

## Filme
| Titlu                                | Regizor                       | Distribuție                                                              | Țara                                                  | Sub-Gen /Note |
| ------------------------------------ | ----------------------------- | ------------------------------------------------------------------------ | ----------------------------------------------------- | ------------- |
| All Monsters Attack                  | Ishirō Honda                  | Tomonori Yazaki, Eisei Amamoto, Sachio Sakai, Kazuo Suzuki, Kenji Sahara | Japonia                                               |               |
| Captain Nemo and the Underwater City | James H. Hill                 | Robert Ryan, Chuck Connors, Nanette Newman                               | Regatul Unit al Marii Britanii și al Irlandei de Nord |               |
| The Computer Wore Tennis Shoes       | Robert Butler                 | Kurt Russell, Cesar Romero, Joe Flynn                                    | Statele Unite ale Americii                            |               |
| Crimes of the Future                 | David Cronenberg              | Ronald Mlodzik, Paul Mulholland, Jack Messinger                          | Canada                                                |               |
| Doppelgänger                         | Robert Parrish                | Roy Thinnes, Patrick Wymark, Ian Hendry                                  | Regatul Unit al Marii Britanii și al Irlandei de Nord | [ 2 ]         |
| The Gladiators                       | Peter Watkins                 | Arthur Pentelow, Frederick Danner, Hans Bendrik                          | Suedia                                                |               |
| Gamera vs. Guiron                    | Noriyaki Yuasa                | Nobuhiro Kashima, Chris Murphy                                           | Japonia                                               |               |
| Omul ilustrat                        | Jack Smight                   | Rod Steiger, Claire Bloom, Robert Drivas                                 | Statele Unite ale Americii                            | [ 3 ]         |
| L-am ucis pe Einstein, domnilor      | Oldřich Lipský                | Jiří Sovák, Jana Brejchová, Lubomír Lipský, Iva Janžurová, Petr Čepek    | Cehoslovacia                                          |               |
| Latitude Zero                        | Ishirō Honda                  | Joseph Cotten, Cesar Romero, Akira Takarada                              | Japonia                                               |               |
| The Mad Doctor of Blood Island       | Gerardo de Leon, Eddie Romero | John Ashley, Angelique Pettyjohn, Ronald Remy                            | Filipine · Statele Unite ale Americii                 | [ 4 ]         |
| Marooned                             | John Sturges                  | Gregory Peck, Richard Crenna, David Janssen, James Franciscus            | Statele Unite ale Americii                            |               |
| Moon Zero Two                        | Roy Ward Baker                | James Olson, Catherine Schell, Warren Mitchell                           | Regatul Unit al Marii Britanii și al Irlandei de Nord |               |
| Stereo                               | David Cronenberg              | Jack Messinger, Iain Ewing, Clara Mayer                                  | Canada                                                |               |
| The Valley of Gwangi                 | Jim O'Connolly                | James Franciscus, Gila Golan, Laurence Naismith                          | Statele Unite ale Americii                            |               |

## Premii

### Premiul Hugo
Premiile Hugo decernate la Worldcon pentru cele mai bune lucrări apărute în anul precedent:
- Premiul Hugo pentru cel mai bun roman:[6]
- Premiul Hugo pentru cea mai bună povestire:
- Premiul Hugo pentru cea mai bună prezentare dramatică:
- Premiul Hugo pentru cea mai bună revistă profesionistă:
- Premiul Hugo pentru cel mai bun fanzin:

### Premiul Nebula
Premiile Nebula acordate de Science Fiction and Fantasy Writers of America pentru cele mai bune lucrări apărute în anul precedent:
- Premiul Nebula pentru cel mai bun roman:[7]
- Premiul Nebula pentru cea mai bună nuvelă:
- Premiul Nebula pentru cea mai bună povestire: